# Еріх Касніц
Еріх Красніц (нім. Erich Kahsnitz; 17 лютого 1898, Інстербург — 29 липня 1943, Бреслау) — німецький офіцер, оберст вермахту. Кавалер Лицарського хреста Залізного хреста.

## Нагороди[2]
- Залізний хрест 2-го і 1-го класу
- Почесний хрест ветерана війни з мечами
- Застібка до Залізного хреста 2-го і 1-го класу
- Лицарський хрест Залізного хреста (17 вересня 1941) — як оберст і командир фузілерного полку «Велика Німеччина».
- Німецький хрест в золоті (2 квітня 1943) — як оберст і командир фузілерного полку «Велика Німеччина».